# 加古川市立志方東小学校
加古川市立志方東小学校（かこがわしりつ しかたひがししょうがっこう）は、兵庫県加古川市志方町にある市立小学校である。
2021年（令和3年）5月1日現在の児童数は66人で、加古川市立小学校28校中最少の児童数である。

## 沿革

### 経緯
志方東小学校は、1876年（明治9年）、細工所学校として設立された。その後、1909年（明治42年）に高等科を併置し、志方尋常高等小学校に改称した。第二次世界大戦降伏後の学制改革によって、東志方村立東志方小学校となり、1979年、現行名の加古川市立志方東小学校となった。

### 年表
- 1873年 - 印南郡高畑村の円福寺に開心学校が、広尾村の円照寺に中道学校が、大沢村の極楽寺に恒心学校が創立される
- 1875年4月 - 細工所の安楽寺に文明学校が創立される
- 1876年
  - 3月 - 四校を合併して、細工所学校と称し安楽寺に仮設
  - 11月 - 細工所に細工所小学校を開設
- 1885年4月 - 印南第２学区に編入、倉北小学校細工所分校と称す
- 1887年4月 - 学区改正、印南第７番学区となる。細工所尋常学校、細工所簡易小学校の二校を設置
- 1891年4月 - 簡易小学校を廃し、細工所尋常小学校と改称
- 1892年8月 - 小学校令改正により、東志方尋常小学校と改称
- 1903年3月 - 校舎改築落成、新校舎に移る。
- 1909年4月 - 高等科を設置し、東志方尋常高等小学校と改称
- 1914年4月 - 裁縫学校を併設する
- 1941年4月 - 国民学校令により、東志方尋常高等小学校を東志方国民学校と改称、尋常科を初等科、高等科は高等科と称す。
- 1947年4月 - 学校教育法施行により東志方村立東志方小学校と改称
- 1954年8月- 志方村、東志方村、西志方村が合併し、志方町が新設され、それに伴い、志方町立志方東小学校と改称
- 1969年7月 - プール新設
- 1973年8月 - 体育館新築
- 1976年11月 - 創立100周年を祝う
- 1979年2月 - 加古川市との合併により、加古川市立志方東小学校と改称
- 1980年6月 - 新校舎竣工
- 1990年4月 - 新校舎（本館・北館）完成
- 1994年
  - 3月 - 運動場拡張工事着工。学習教材園完成
  - 6月 - 運動場完成
- 1996年11月 - 創立120周年を祝う
- 1997年2月 - プール・体育館改修
- 2004年4月 - 運動場遊具新設
- 2005年1月 - 運動場及び周辺地整備
- 2011年2月 - 体育館耐震改修工事完了

## 教育目標
こころ豊かなたくましい子

## 学校行事
| - 4月 入学式 始業式 - 5月 運動会 - 6月 トライやるウィーク | - 7月 終業式 - 8月 PTA奉仕作業 - 9月 始業式 | - 10月 自然学校 修学旅行 - 11月 連合音楽会 - 12月 終業式 | - 1月 始業式 - 2月 - 3月 卒業式 修了式 |

## 通学区域
- 加古川市[2]
  - 志方町高畑（1037を除く全域）
  - 志方町廣尾
  - 志方町岡
  - 志方町細工所
  - 志方町野尻
  - 志方町大澤
  - 志方町行常
  - 志方町畑
  - 志方町雑郷
  - 志方町東飯坂
  - 志方町東中
  - 志方町大宗

## 進学先中学校
全域が加古川市立志方中学校の校区である。

## 交通
- JR宝殿駅から北条方面のバスに乗車、「細工所」バス停下車。
- 自動車で、加古川バイパス 加古川西ランプから北条街道を北へ約7キロ。もしくは山陽自動車道加古川北ICから北条街道を南へ約1.5キロ。

## 通学区域が隣接している学校
- 加古川市立志方西小学校
- 加古川市立志方小学校
- 加古川市立義務教育学校両荘みらい学園
- 加西市立九会小学校
- 加西市立下里小学校
- 姫路市立谷内小学校